# Pierwszy rząd José Luisa Rodrígueza Zapatero
Pierwszy rząd José Luisa Rodrígueza Zapatero – rząd Królestwa Hiszpanii funkcjonujący od 18 kwietnia 2004 do 14 kwietnia 2008.
Gabinet powstał po wyborach w 2004, które wygrała Hiszpańska Socjalistyczna Partia Robotnicza (PSOE), uzyskując 164 mandaty w 350-osobowym Kongresie Deputowanych i pokonując rządzącą od dwóch kadencji Partię Ludową. 16 kwietnia 2004 w pierwszym głosowaniu, w którym wymagane było uzyskanie bezwzględnej większości głosów, lider PSOE José Luis Rodríguez Zapatero został powołany na premiera. Za zagłosowali posłowie socjalistyczni, a także 19 deputowanych ugrupowań komunistycznych i regionalnych. Ministrowie zostali zaprzysiężeni 18 kwietnia 2004. Rząd funkcjonował przez całą czteroletnią kadencję, a po kolejnych wyborach 14 kwietnia 2008 został zastąpiony przez drugi gabinet dotychczasowego premiera.

## Skład rządu
- Premier: José Luis Rodríguez Zapatero
- Pierwszy wicepremier, minister ds. prezydencji i rzecznik prasowy rządu María Teresa Fernández de la Vega
- Drugi wicepremier, minister gospodarki i finansów: Pedro Solbes
- Minister spraw zagranicznych: Miguel Ángel Moratinos
- Minister sprawiedliwości: Juan Fernando López Aguilar (do 2007), Mariano Fernández Bermejo (od 2007)
- Minister obrony: José Bono Martínez (do 2006), José Antonio Alonso (od 2006)
- Minister spraw wewnętrznych: José Antonio Alonso (do 2006), Alfredo Pérez Rubalcaba (od 2006)
- Minister rozwoju: Magdalena Álvarez
- Minister edukacji i nauki: María Jesús San Segundo (do 2006), Mercedes Cabrera (od 2006)
- Minister pracy i spraw społecznych: Jesús Caldera
- Minister przemysłu, turystyki i handlu: José Montilla (do 2006), Joan Clos (od 2006)
- Minister rolnictwa, rybołówstwa i żywności: Elena Espinosa
- Minister administracji publicznej: Jordi Sevilla (do 2007), Elena Salgado (od 2007)
- Minister kultury: Carmen Calvo (do 2007), César Antonio Molina (od 2007)
- Minister zdrowia: Elena Salgado (do 2007), Bernat Soria (od 2007)
- Minister środowiska: Cristina Narbona
- Minister mieszkalnictwa: María Antonia Trujillo (do 2007), Carme Chacón (od 2007)